# APEC Singapore 2009
APEC Singapore 2009 là một loạt các cuộc họp chính trị được tổ chức ở Singapore giữa 21 nền kinh tế thành viên của Diễn đàn Hợp tác Kinh tế châu Á - Thái Bình Dương trong năm 2009. Trọng tâm là Hội nghị các Nhà lãnh đạo Kinh tế APEC lần thứ 17 (AELM) tổ chức tại Singapore từ ngày 14 -15 tháng 11 năm 2009.

## Chủ đề
Chủ đề cho APEC 2009 là 'Duy trì tăng trưởng, kết nối khu vực'. APEC Singapore 2009 sẽ xây dựng dựa trên công việc của APEC cho đến nay trong việc thúc đẩy tăng trưởng kinh tế, hợp tác, thương mại và đầu tư trên toàn khu vực Châu Á - Thái Bình Dương. Ngoài ra, với môi trường kinh tế toàn cầu đầy thử thách ngày nay, APEC Singapore 2009 cũng tập trung vào việc vượt qua khủng hoảng kinh tế và định vị nền kinh tế thành viên để phục hồi bền vững trong thế giới hậu khủng hoảng. Các lĩnh vực chính để thảo luận là: Định vị Phục hồi Kinh tế; Hỗ trợ các Hệ thống Thương mại Đa phương; và Thúc đẩy Hội nhập Kinh tế Khu vực.

## Logo
Logo APEC Singapore 2009 mô tả 21 nền kinh tế APEC đến với nhau để triệu tập tại một điểm duy nhất, làm việc hướng tới sự thống nhất, hợp tác và là sức mạnh tổng hợp giữa các nền kinh tế thành viên để thúc đẩy lợi ích chung. Logo Tia lửa được tạo thành từ 21 nét thể hiện 21 nền kinh tế thành viên. Nó biểu thị sự năng động trong cộng đồng APEC, và một chất xúc tác truyền cảm hứng cho những ý tưởng và sáng kiến mới để tiếp tục tầm nhìn của APEC.

## Giải trí
APEC Singapore 2009 cũng được xem như một nền tảng cho khả năng địa phương của Singapore thể hiện sự sáng tạo của họ với các nhà lãnh đạo thế giới trong buổi biểu diễn "Buổi chiều Singapore tại Esplanade", vào tối ngày 14 tháng 11 năm 2009 bên ngoài Esplanade, Singapore. Theo chủ đề "Thế giới của Chúng tôi, Một Thế giới", "Buổi chiều Singapore tại Esplanade" giới thiệu một buổi hòa nhạc với các dự án đa phương tiện, được đạo diễn bởi Dick Lee, người chiến thắng Giải thưởng Huy chương Văn hóa. 
Có một khái niệm ăn uống độc đáo giữa kiến trúc mang tính biểu tượng của Singapore và phong cảnh bờ sông, nhiều món ăn khác nhau được trình bày đại diện cho các nền văn hóa khác nhau của Singapore bao gồm các món ăn độc đáo từ ba dân tộc chính của Singapore: Trung Quốc, Mã Lai và Ấn Độ. Buổi hòa nhạc có tổng cộng 376 nghệ sĩ địa phương trong một màn biểu diễn âm nhạc 30 phút cũng như trong các gian hàng và buổi biểu diễn văn hóa tương tác dọc theo bờ sông. 
Điểm nổi bật vào buổi tối là buổi biểu diễn âm nhạc theo chủ đề của nghệ sĩ địa phương nổi tiếng Kit Chan, được viết bởi Dick Lee, và một bản cover các bài hát nổi tiếng như Heal the World bởi người chiến thắng Thần tượng Singapore đầu tiên đó là Taufik Batisah.